# くしゃみ講釈
『くしゃみ講釈』（くしゃみこうしゃく）は、落語の演目の一つ。もとは上方落語の演目で、上方では伝統的には『くっしゃみ講釈』（くっしゃみこうしゃく）と発音し、また表記する。
講釈師のために好きな女性に振られた男が、その腹いせに知り合いの入れ知恵で講釈の実演中に唐辛子を燻してくしゃみを誘発させるという内容である。
物覚えの悪い男が、当初燻す予定だった胡椒を買いたいという意思を伝えるために見世物芸能のひとつである「のぞきからくり」の口上（のぞきからくり節）を演じる場面がある（歌詞や節回しは東西で大きく異なる）。また話の山場では講釈師による講釈も再現される。

## あらすじ
主人公の男は町内でも評判の女性といい仲になるが、彼女と夜半逢い引き中に、通りかかった講釈師によって逢い引きを意図せず台無しにされ、そしてそのことがこじれて彼女から一方的に別れを告げられてしまった。
兄貴分にこのいきさつを話した主人公は復讐を決意し、「講釈場に暴れ込んでやる」と息巻くが、「もっと良い手がある」と兄貴分はある方法を主人公に指南する。その方法とは講釈場の最前列に陣取り、講釈師が語り始めたら、小さな火鉢（暖を取るために観客に配られている）で胡椒の粉をいぶして、その煙を吸わせるというものだった。こうすれば、講釈師はくしゃみに見舞われて、講釈をまともに語れなくなり、困り果ててしまうだろう、というのだ。
感心する男に、兄貴分は夜席に間に合うよう、「今すぐに角の八百屋（東京では乾物屋）で胡椒の粉を買ってこい」と指示を出すが、主人公は何を買うのかをすぐに忘れてしまう。兄貴分は、男がのぞきからくり語りの口上を好んでやっていることに目を付け、のぞきからくりの演目『八百屋お七』の登場人物「小姓の吉三（こしょうのきちざ または こしょうのきっさ）」から連想して思い出すよう指南した（上方ではこのあと「八百屋」へ向かうため、連想がより強い）。
店へ着いた主人公は、注文するものが結局思い出せなかったので、店の前でのぞきからくりの口上を演じてみせる。見物の人だかりがどんどんできる。一段すべて語り切って、何とか胡椒を注文できたものの、品切れだった。店主が「唐辛子の粉もくしゃみがよく出る」と言うので、主人公は薦められるままに唐辛子を買った。
兄貴分は角の八百屋に行ったのに戻りが遅く、日の暮れに「兄貴、今戻った」と戻って来た主人公に怒りながら「お前、何処まで行ったんだ？隣町の八百屋まで行ったのか？」と問うと「角の八百屋に行ったけど、何買うか思い出せずにのぞきからくり一段そっくりやった」と答えた為、呆れる。そして「胡椒売り切れてた。でも八百屋の主が「唐辛子でもくしゃみ出ます」って言うから唐辛子の粉買って来た」と言うと、兄貴分は「お前、講釈場は座る場所が決まってるんだ。あの角はあの店の旦那とか。たから早く行かないと前に座れないじゃないか」と愚痴る。
そして夜席の時間になり、主人公と兄貴分は講釈場に入った。例の講釈師が釈台に上がり、『難波戦記』（東京では『三方ヶ原軍記』）を語りはじめる。ふたりは計画通りに唐辛子の粉を火鉢にふりかける。すると、講釈師の語りは、声が上ずったり裏返ったり、同じ個所を行ったり来たりと、メチャクチャになり、とうとうくしゃみが止まらなくなってしまう。
ふたりは講釈師にヤジを浴びせて帰ろうとする。講釈師が男に「何か故障（コショウ）でもおありか（何か文句があるのですか）?」と訊くと、男はすかさず次のように答えた（サゲ）。
「胡椒（コショウ）がないから、唐辛子をくすべた（燻した）｣

## バリエーション
東京では、男が「最後までやれ」とヤジを飛ばし、講釈師が「いけません、外から故障（コショウ）が入りました」と言ってサゲる演じ方がある（『棒鱈』とほぼ同じ形）。
上方では、くしゃみを出させることに成功した主人公が喜びのあまりに、奇妙な歌を歌う。その歌詞は以下のようなもの。
オケラ、毛虫、ゲジ 蚊ァに、ボウフラ、セーミ
かわず、ヤンマ、チョウチョに キリギリスに ハータハタ
ブンブの背中はピーカピカ
2代目三遊亭圓歌の演目に、登場人物を講釈師から義太夫語りに改めた「くしゃみ義太夫」がある。
講釈師に怒る原因となった逢い引きを邪魔された経緯が、路地に入って来た講釈師が犬の糞を踏み、「紙で拭くのも良いが、何処かの壁へぬすくっておこう」と人がいるのを知らずに主人公の鼻の頭に雪駄に着いた犬の糞を擦り付けられてしまう。驚いて叫ぶと講釈師も彼女も逃げ出す。翌日、彼女の家に「昨日の話の続きあるから付き合って」と呼びに行くも「犬の糞、鼻の頭で押さえられる様な人は一緒になっても末に見込みがない」と言われてフラれるとしている事もある。

## 題材について
上方での講釈場の場面で語られる『難波戦記』は、『軽業講釈』や『居候講釈』といった落語内でも登場する、大坂の陣を描いた講談である。しかし講釈師による演目とは内容はかなり異なる。作中に登場する『難波戦記』の多くは、「四天王の銘銘には、木村長門守重成・長宗我部宮内少輔秦元親・薄田隼人正紀兼相・後藤又兵衛基次……」と語られるが、豊臣方のいわゆる「四天王」は、史実としては長宗我部元親の四男の長宗我部盛親が正しく（元親は1599年に没している）、実際の『難波戦記』も盛親が四天王の一員である。